# Díaz Tipo C
El Díaz Tipo C (la C significando "Caza") fue un prototipo de caza español de finales de los años 10 del siglo XX. Compitió en el Concurso de Aviones de 1919.

## Desarrollo y diseño
El Tipo C estaba basado en un diseño de 1917 de Julio Adaro, que nunca fue completado. El avión mismo era un biplano de alas iguales de dos vanos, propulsado por un motor Hispano-Suiza 8Ab de 180 hp. El ala superior estaba muy cerca del fuselaje.

## Historia operacional
El Tipo C fracasó en su calificación en el Concurso de Aviones de abril de 1919 en Cuatro Vientos, ya que no cubrió los requerimientos expuestos en la especificación del concurso de cazas de la Aviación Militar española. El concurso fue ganado más tarde por el Hispano Barrón. Sólo se produjo un ejemplar. Muy pocos datos han perdurado del Tipo C.

## Especificaciones

### Características generales
- Tripulación: 1
- Longitud: 6,4 m
- Envergadura: 10,8 m
- Peso vacío: 640 kg
- Planta motriz: 1× Motor lineal V-8 refrigerado por agua Hispano-Suiza 8Ab.
  - Potencia: 134 kW (180 hp)

### Rendimiento
- Velocidad nunca excedida (Vne): 205 km/h
- Velocidad crucero (Vc): 185 km/h

### Armamento
- Ametralladoras: 

  - 1 de 7,7 mm